# Muzeum Ceramiki w Bolesławcu
 Muzeum Ceramiki w Bolesławcu – muzeum z siedzibą w Bolesławcu. Placówka jest miejską jednostką organizacyjną, a jej siedzibą są budynki przy ul. Mickiewicza 13 (dyrekcja i Dział Ceramiki) oraz przy ul. Kutuzowa 14 (Dział Historii Miasta).

## Historia
Pierwsza z bolesławieckich placówek muzealnych - Muzeum Miejskie - została założona w 1908 roku, a dla zwiedzających została otwarta w maju 1911 roku. Jej siedzibą był budynek przy obecnej ul. Mickiewicza, połączony z XV-wieczną basztą miejską. Działała ona do lat II wojny światowej z przerwą w latach 1914-1920. W muzeum prezentowane były zbiory archeologiczne, etnograficzne, rzemiosła artystycznego, kolekcja ceramiki z Bolesławca i okolic, obrazy, dokumenty historyczne a także księgozbiór. Po zakończeniu wojny całość zbiorów zaginęła. Muzeum zostało ponownie otwarte w 1953 roku. Nowe ekspozycje zostały przygotowane przez Muzeum Śląskie we Wrocławiu, która to placówka sprawowała opiekę nad zbiorami do 1975 roku. Po kilku latach, ze względu na zawilgocenie budynku, muzeum zostało zamknięte, a obiekt poddany remontowi. Ponowne otwarcie miało miejsce w 1967 roku, już pod nazwą Muzeum Ceramiki.
W 1991 roku muzeum został przekazany budynek przy ul. Kutuzowa 14, w którym wcześniej działało – administrowane przez Rosjan – Muzeum Kutuzowa (w budynku w 1813 roku zmarł feldmarszałek Michaił Kutuzow). Po wykonanym remoncie, w budynku w 1995 roku otwarto Dział Historii Miasta

## Ekspozycje
W 2023 r. w muzeum prezentowane były dwie wystawy stałe:
- Dział Ceramiki, z lapidarium w parku muzealnym oraz z ekspozycjami ceramiki pochodzącej z miasta oraz z terenów Niemiec, Holandii, Belgii, Austrii, Czech, Anglii i Francji[3][4];
- Dział Historii Miasta, z ekspozycjami poświęconymi poszczególnym okresom w historii miasta Bolesławca[5].

## Dyrektorzy
- Anna Bober (Bober-Tubaj) (od 2002)[1]
- Teresa Wolanin (1971–2001)[1]
- Krystyna Kutschenreiter (Paluch-Staszkiel) (1967–1970)[1]
- Róża Larkowska (1956–1961)[1]
- Alicja Krępowa (Szurmińska-Krępowa) (1955)[1]
- Włodzimierz Kaczmarek (1953–1954)[1]

## Galeria

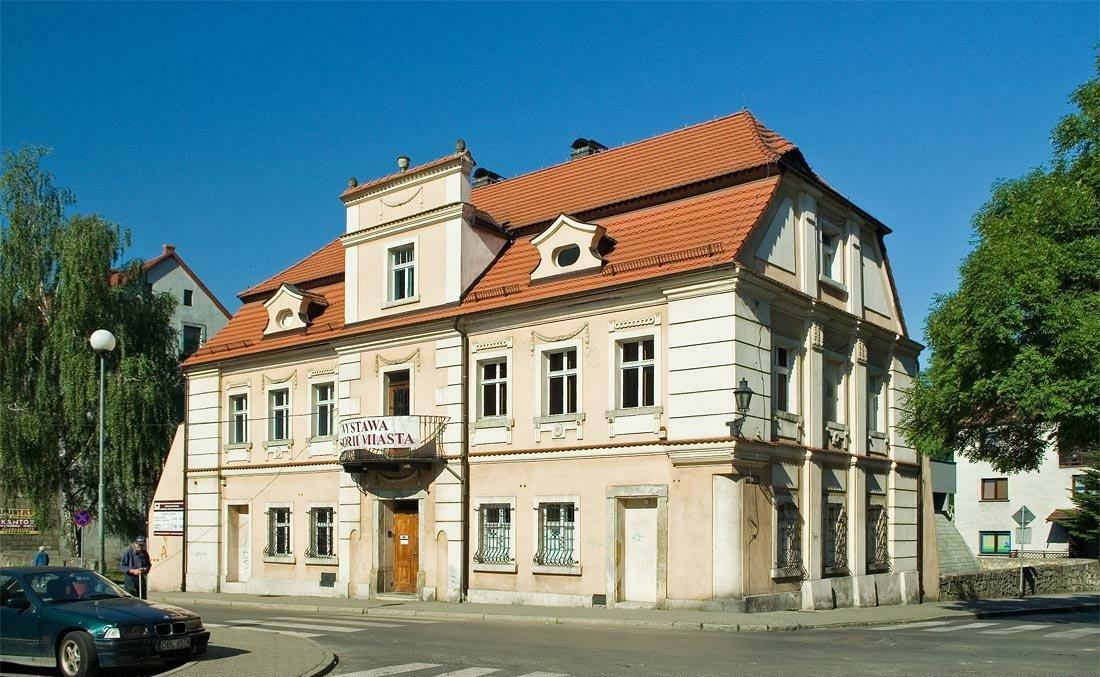
Dział Historii Miasta (ul. Kutuzowa 14)
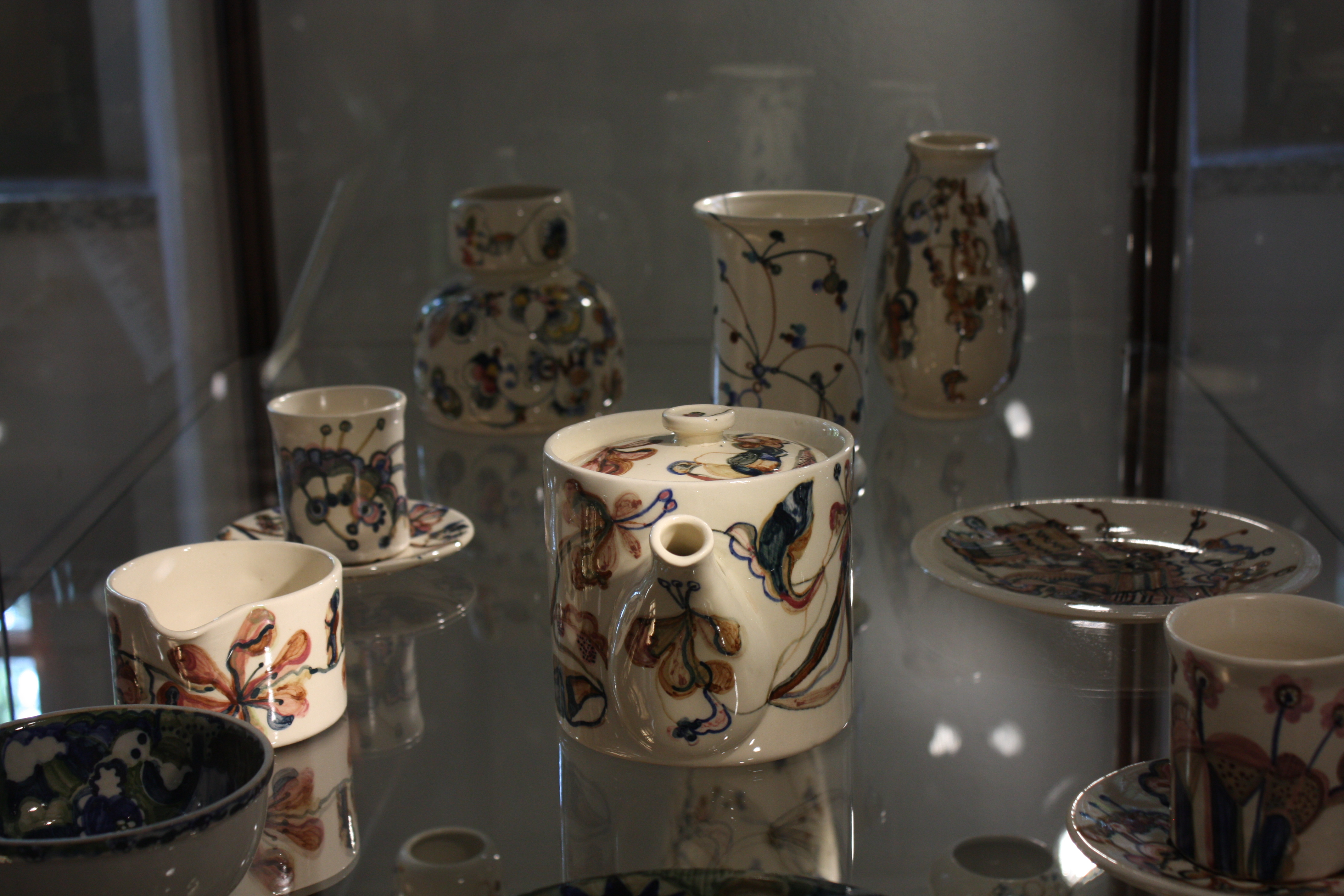
Fragment wystawy ceramiki
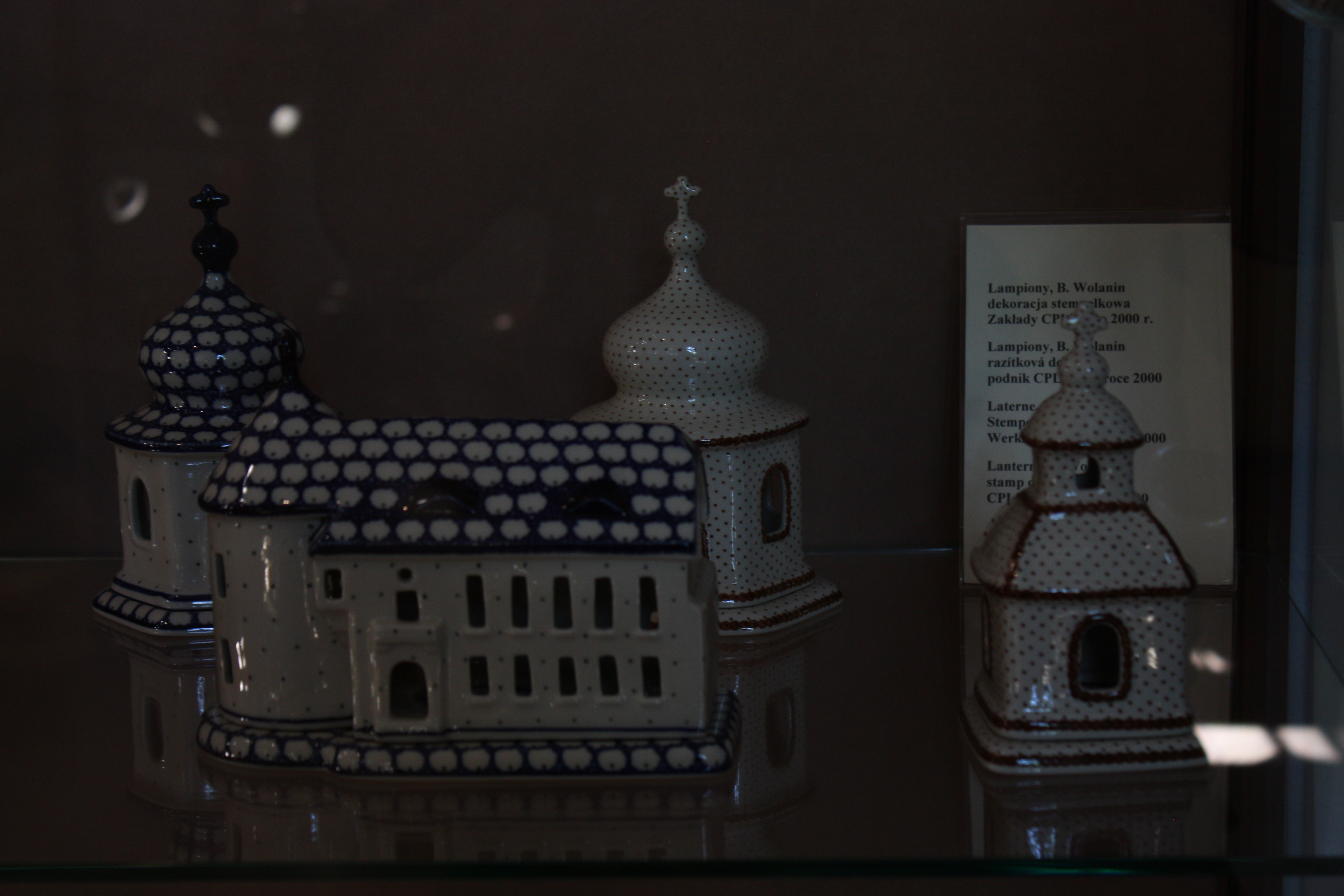
Fragment wystawy ceramiki
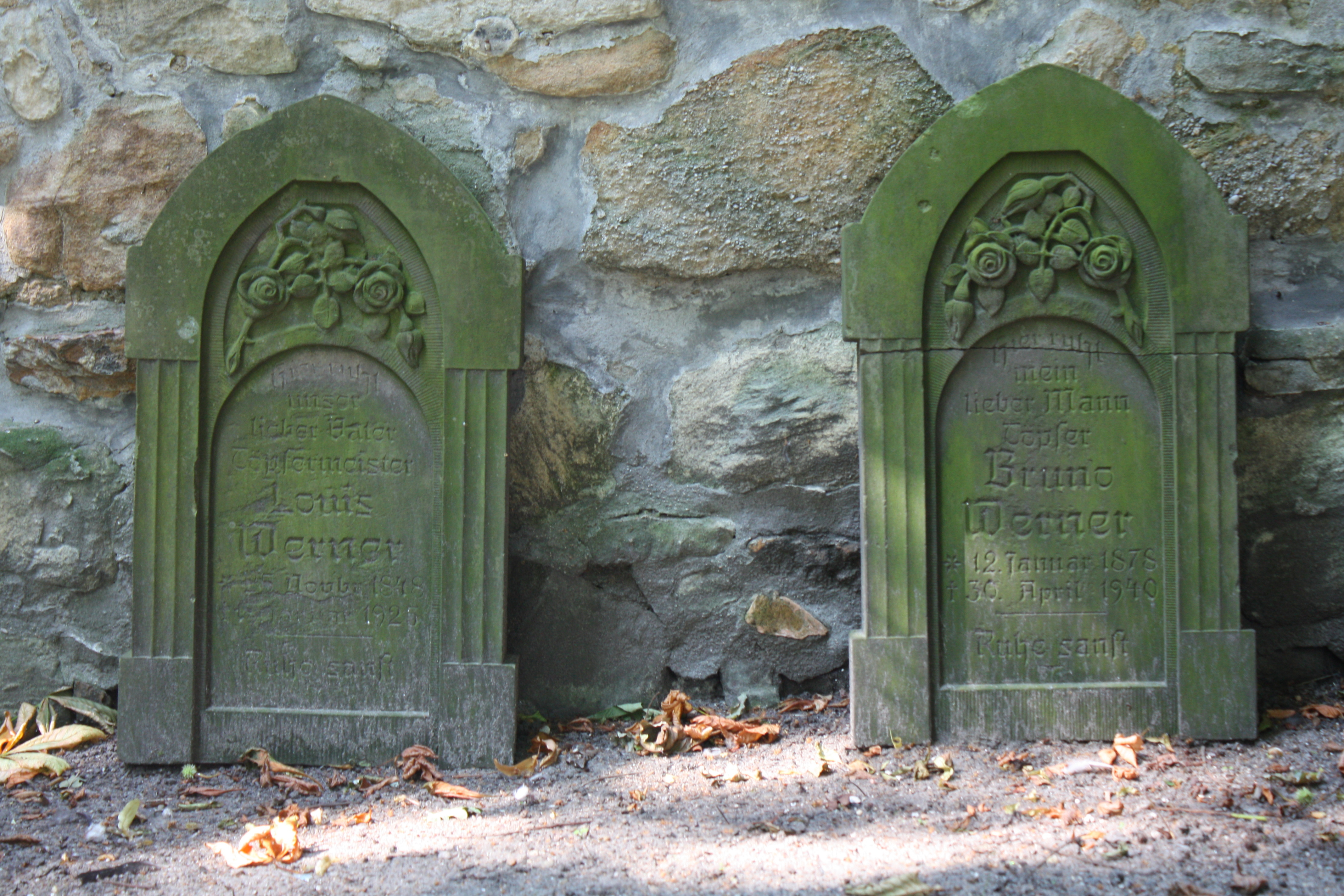
Lapidarium
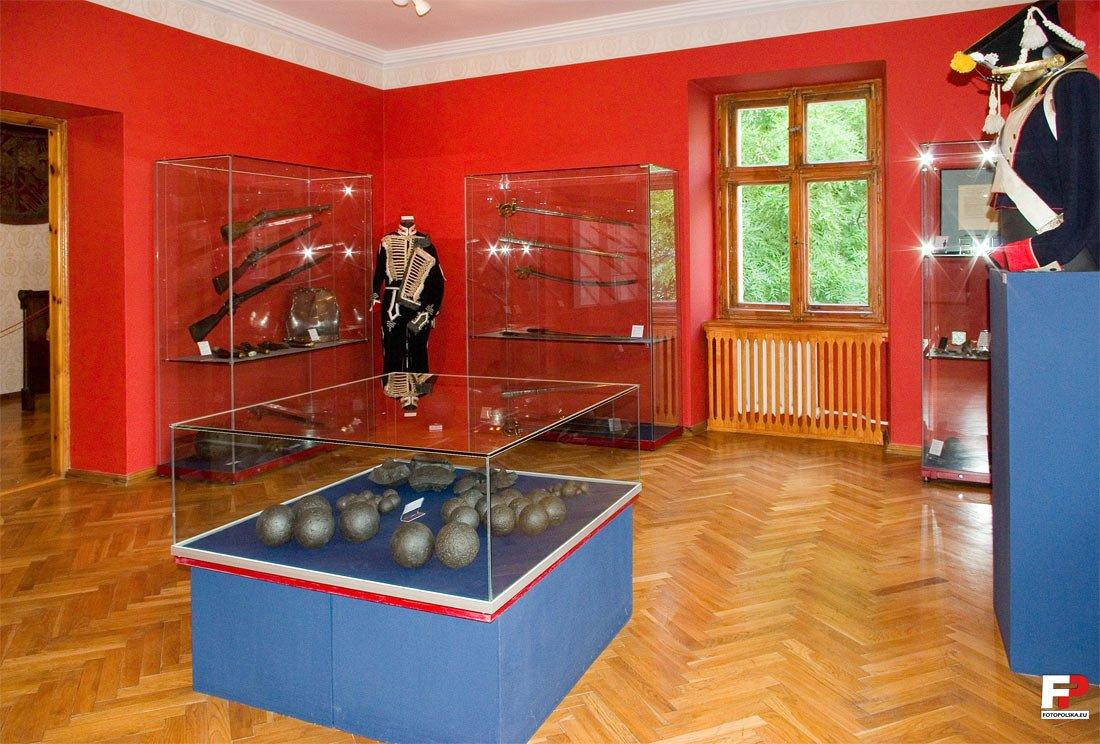
Fragment wystawy historycznej